# Eutelia discistriga
Eutelia discistriga là một loài bướm đêm trong họ Noctuidae.